# Žádovice
Žádovice (en allemand : Schadowitz) est une commune du district de Hodonín, dans la région de Moravie-du-Sud, en République tchèque. Sa population s'élevait à 749 habitants en 2020.

## Géographie
Žádovice se trouve à 6 km à l'est de Kyjov, à 19 km au nord-nord-est de Hodonín, à 48 km au sud-est de Brno et à 232 km au sud-est de Prague.

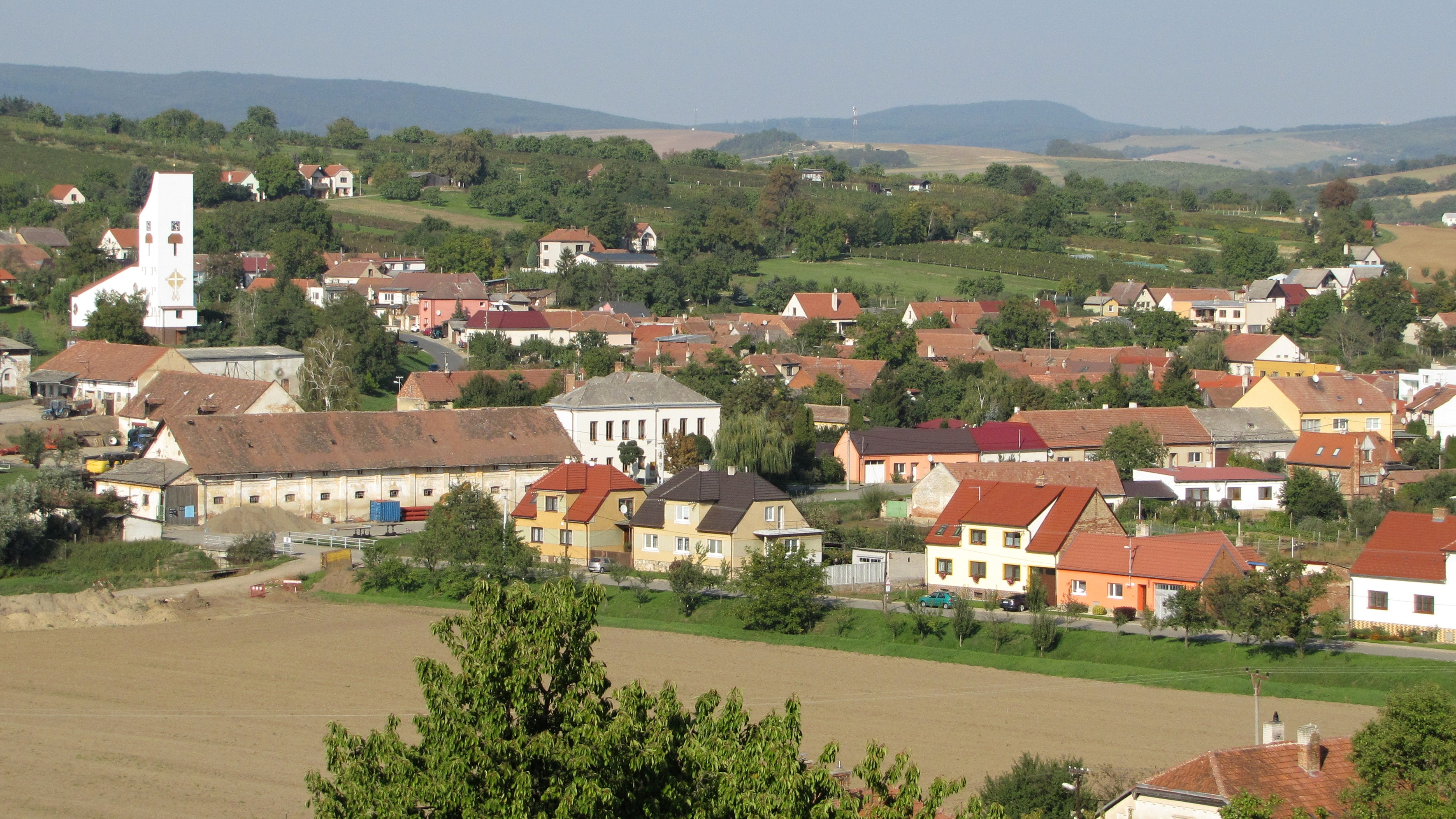
Panorama de Žádovice.

La commune est limitée par Hýsly au nord-ouest, par Ježov au nord-est et à l'est, par Vracov au sud-est et au sud, et par Kelčany à l'ouest.

## Histoire
La première mention écrite de la localité date de 1131.